# العيكورة

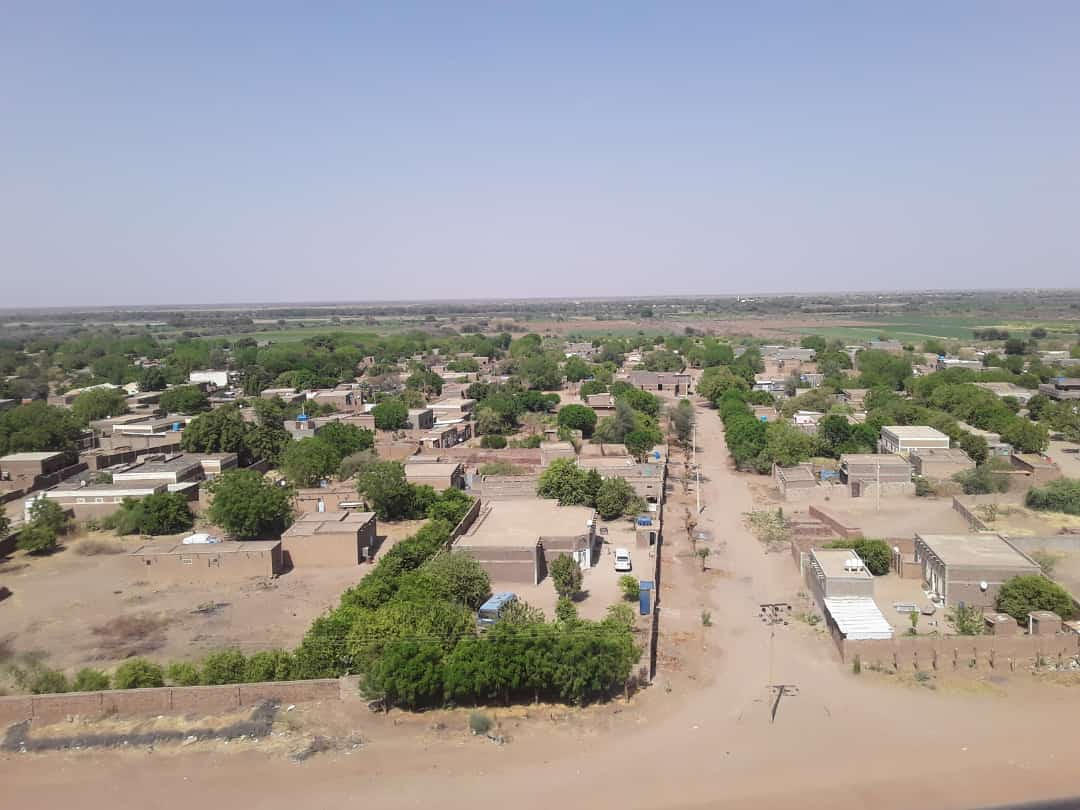
العيكورة

العيكورة مدينة سودانية تقع على الضفة الغربية النيل الأزرق، وجنوب الخرطوم (156).

## نبذة تاريخية
تذكر قرية العيكورة في كتب التاريخ السوداني القديم باسم (مورد المسلمية) والمسلمية هي مدينة تقع غرب قرية العيكورة وكان سكانها قديمآ قد اعتادو القدوم إلى العيكورة لورود الماء من نهر النيل الازرق.
غالبية سكان العيكورة هم من الجعليين الذين لجأو للعيكورة بسبب حملة الدفتردار الانتقامية ضد الجعليين بشندي وكبوشية والمتمة.
يحكي التاريخ ان السكان الاصليين للعيكورة قبل وصول الجعليين إليها هم من اتباع مملكة سنار.
```
ويزكر ايضآ ان بادي ملك 
سنار
 بنى سجنآ لاعدائة في المنطقة.

لكن لاتوجد ادلة دامغة على هذا الراي بالرغم من وجود اثار لعظام بشرية على عمق ثلاثة امتار في اغلب احياء القرية ينسب البعض هذة العظام لسكان مملكة سنار ويعتقد البعض الآخر انها كانت لبعض القبائل الجنوبية التي سكنت المنطقة.
```

## الموقع الجغرافي
تحد قرية العيكورة من جهة الشمال قرية (الشيخ طه) ومن الجنوب قرية (ودبلال) ومن الشرق النيل الأزرق ومن الغرب مشروع الجزيرة.

## السكان
جميع سكان قرية العيكورة من قبيلة الجعليين التي اشتهرت بالشجاعة والاقدام والكرم والسيادة على بقية القبائل السودانية ولهم تاريخ كبير من النضال ضد المستعمرين على عكس بعض القبائل في المنطقة.

## أصل التسمية
لاسم العيكورة عدة روايات يقال في بعضها ان لبادي ملك سنار بنت اسمها عكودة توفت بالمنطقة ومن ثم تحور الاسم للعكورة بكسر الكاف وليس بكتابة الياء (عيكورة) ولكن درج الناس على كتابتها بالياء لانه خطاء املائي موروث.

## المهنة
امتهن أغلب سكان العيكورة الزراعة نظرا لقرب القرية من مشروع الجزيرة.

## التعليم
تملك العيكورة زخيره كبيره جدآ من ابنائها في المجالات العلمية والادبية.

```
وأنجبت عددا من العقول النيرة والأسماء العريضة في كافة المجالات فمنهم الكتاب والشعراء والأدباء والأطباء والمهندسون وكوكبة من المعلمين وأساتذة الجامعات والمعاهد العليا.
```

## المساجد
توجد حالياً عدة مساجد وهي:
1.المسجد العتيق (الكبير)

```
2.والمسجد 
الغربي

3.مسجد 
القوز

4.مسجد 
اللواء الدكتور عصام صديق
 

5.مسجد 
سليمان بندقجي

وأيضاً عدد من المصليات والخلاوي المنتشرة.
```

## الإقتصاد
تعتمد قريةالعيكورة في اقتصادها بجانب الزراعة.
على أبنائها في دول المهجر وذلك بسبب اتجاه سكان القرية من الزراعة إلى الهجرة لعدم جدوى الزراعة اقتصاديآ.

## نسب السكان
يمتد أغلب نسب الجعليين بالعيكورة إلى المسيكتاب
- المسيكتاب:-

سميت المسيكتاب بهذا الإسم نسبة لجزيرة "مسكيت" بالقرب من الشلال السادس «السبلوقه»
- - مناطق المسيكتاب:-

-المسيكتاب جنوب

-المسيكتاب شمال

-أربجي 

-الدوينيب 

-مارنجان 

- حلة حسن

-العيكوره 

-عماره ابيد 

-الحقنه 

- الحلفايا
شارك المسيكتاب مع المك نمر في حرق إسماعيل باشا 

وقيل انهم أول من قاموا بالحرق قبل الزمن المحدد 

لذا سموا أبناء المستعجله كنيه عن استعجالهم في حرق الباشا الغشيم.

```
شاركوا ايضآ مع 
المهديه
 في الجهاد ضد 
الاتراك
 وضد الإنجليز ومن أشهر شهدائهم البطل 
أحمد حمدون
 الذي استشهد في 
عطبره
 وشهد من فراسته ان الضابط الإنجليزي الذي أطلق عليه النار زحف نحوه حتى قتله ثم مات بعده.
```